# تالار اپرا و باله یکاترینبورگ

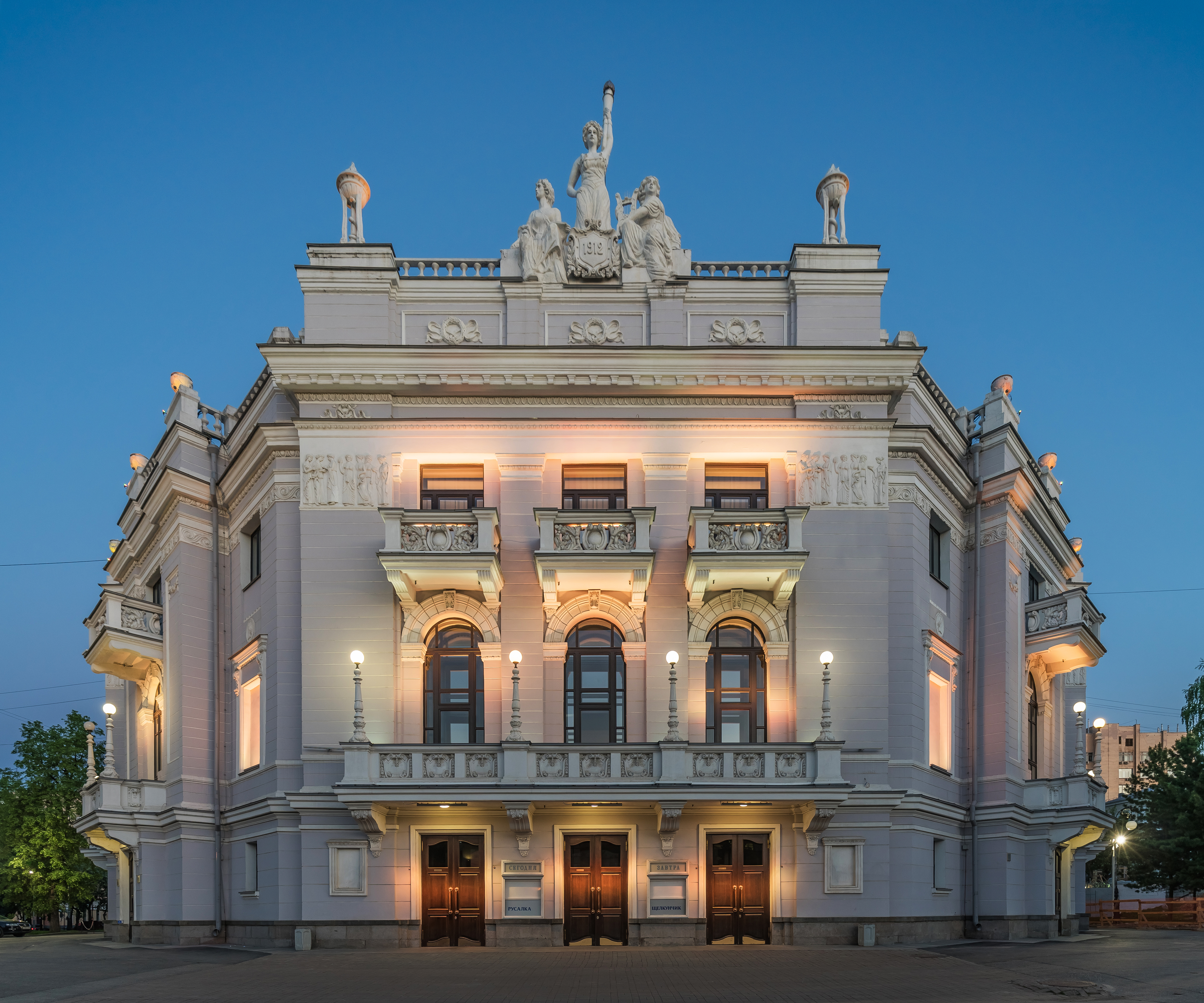
نمایی بیرونی از تالار اپرا و باله یکاترینبورگ.

 تالار اپرا و بالهٔ آکادمیک یکاترینبورگ (به روسی: Екатеринбургский государственный академический театр оперы и балета)، یک مجموعهٔ فرهنگی شامل تئاتر، اپرا و باله در شهر یکاترینبورگ واقع در استان سوردلوفسک، روسیه است. این مجموعه در سال ۱۹۱۲ میلادی تاسیس شد. 
ساختمان تالار توسط ولادیمیر سمیونوف (ru) طراحی شده‌است.